# جيلان (السدة)

تعديل مصدري - تعديل

جيلان محلة تابعة لقرية بيت محن، التابعة لعزلة الاعماس بمديرية السدة إحدى مديريات محافظة إب في الجمهورية اليمنية.، بلغ تعداد سكانها 53 حسب تعداد اليمن لعام 2004.

## انظر
- جيلان (توضيح)